# Fabio Corbani
Fabio Corbani (nacido el 23 de marzo de 1966 en Milán, Italia) es un entrenador italiano de baloncesto.

## Trayectoria como entrenador
Corbani comenzó su carrera como entrenador en el club de su ciudad natal, en los equipos base del Olimpia Milano y más tarde fue segundo entrenador desde 1997 a 1999. En los cuatro años siguientes entrenó en el Casalpusterlengo. 
Desde enero de 2004 hasta diciembre de 2005, dirigió Aironi Novara. 
En la temporada 2009-10, fue entrenador asistente del Pallacanestro Treviso.
Entre 2011 y 2015, dirigió la selección nacional sub-20 de Italia, con el que disputó el Campeonato de Europa de Bilbao en 2011. 
En el verano de 2011, firmó por la U.C. Piacentina en Legadue. al que dirigió una temporada. 
Entre 2013 y 2015, dirigió al Pallacanestro Biella de la Legadue.
El 11 de junio de 2015, se convierte en el nuevo entrenador del Pallacanestro Cantù  con el que debuta en la Lega Basket Serie A.
El 18 de diciembre de 2015, después de solo seis meses, fue relevado de sus funciones, tras 4 victorias y 7 derrotas en el campeonato y el paso a los dieciseisavos de final de la Copa de Europa FIBA.
En junio de 2016, fue contratado por Pallacanestro Virtus Roma de la Legadue, lo que le llevó a los play-offs de la Serie A2. En noviembre de 2017 fue relevado de sus funciones como entrenador.
En julio de 2018, se convirtió en el nuevo entrenador del Eurobasket Roma, recién ascendido a la Serie A2, siendo posteriormente relevado de sus funciones el 28 de enero de 2019.
El 21 de noviembre de 2019, firmó por el Pallacanestro Orzinuovi, reemplazando a Stefano Salieri. En junio de 2020, renovó su contrato por dos años.
En 2022, se convierte en asistente de Francesco Vitucci en el banquillo del New Basket Brindisi. 
Al final de la temporada, tras la marcha de Vitucci, fue nombrado a primer entrenador para la temporada 2023-24. Sin embargo, fue despedido el 22 de octubre de 2023, tras la derrota fuera de casa ante el Napoli Basket por 90-71, habiendo acumulado un récord de 6 derrotas en 8 partidos oficiales entre el campeonato, la Fiba Europe Cup y los partidos de la Ronda de Clasificación para la Basketball Champions League. 

## Clubs como entrenador
- 1997–1999: Olimpia Milano (Asistente)
- 1999–2003: Basket Casalpusterlengo
- 2004–2005: Aironi Novara
- 2006–2009: Pallacanestro Treviso (Cantera)
- 2009-2010: Pallacanestro Treviso
- 2011–2015: Selección italiana sub-20
- 2011–2012:	U.C. Piacentina
- 2013–2015:	Pallacanestro Biella
- 2015:	Pallacanestro Cantù
- 2016–2017:	Pallacanestro Virtus Roma
- 2018–2019: Eurobasket Roma
- 2019–2021: Pallacanestro Orzinuovi
- 2022–2023:	New Basket Brindisi (Asistente)
- 2023: New Basket Brindisi